# Přeštěnice
Přeštěnice település Csehországban, Píseki járásban. Přeštěnice Zhoř, Sepekov, Chyšky, Milevsko, Vlksice és Božetice településekkel határos. Lakosainak száma 275 fő (2024. január 1.).

## Népesség
A település lakosságának változását az alábbi diagram mutatja:
| Lakosok száma | 550  | 553  | 528  | 355  | 284  | 296  | 280  | 282  | 276  | 275  |
|               | 1869 | 1890 | 1921 | 1950 | 1980 | 2001 | 2017 | 2019 | 2022 | 2024 |